# Harkakötöny
Harkakötöny je obec v Maďarsku v župě Bács-Kiskun v okrese Kiskunhalas. K 1. lednu 2018 zde žilo 830 obyvatel.

## Historie
První písemná zmínka o obci pochází z roku 1451.

## Geografie
Obec je vzdálena asi 10 km západně od okresního města Kiskunhalas. Od města s župním právem, Kecskemétu, se nachází asi 35 km jihozápadně.

## Doprava
Do obce se lze dostat silnicemi z Kiskunhalasu a Kiskumajsy. Dále jí prochází železniční trať Kiskunhalas–Kiskunfélegyháza, na které se nachází stanice Harkakötöny.